# Bezerédy Zsigmond
Bezerédy Zsigmond (bezerédi) (Dunaszerdahely, 1638. február 22. – ?) naplóíró.

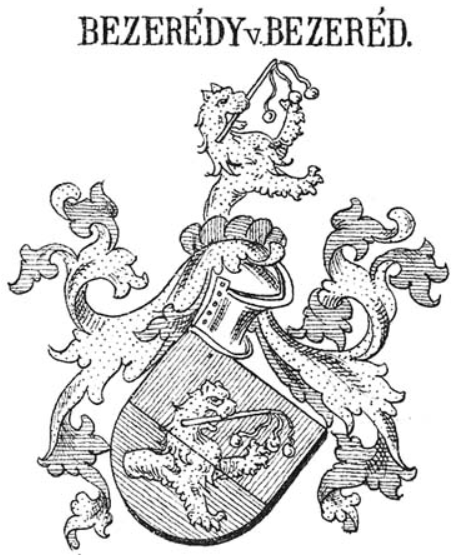
A Bezerédj család címere

## Családja
Ősrégi dunántúli birtokos nemesi család sarja (a család nevének később rögzült írásmódja: Bezerédj). Apja Bezerédj György (fl. 1656-1659), Sopron vármegye alispánja, követe, földbirtokos, anyja nemes Görbey Katalin volt. Nagyapja Bezerédj László, aki 1610-ben kapuvári várnagy volt.
Bezerédy Zsigmond feleségül vette a a tekintélyes nemesi béri Balogh családból való, béri Balogh Klára kisasszonyt, akinek a szülei béri Balogh Ferenc (1610–1667), kapornaki kapitány, földbirtokos és Lőrinczfalvay Erzsébet voltak. Bezerédy Zsigmond és béri Balogh Klára frigyéből született fia, Bezerédj Imre, a híres kuruc brigadéros. Bezerédy Zsigmondné béri Balogh Klárának az unokaöccse, béri Balogh Ádám (1665–1711) kuruc brigadéros, dunántúli középbirtokos nemes volt, aki béri Balogh István (†1678), földbirtokos, és felsőkáldi Káldy Rebeka frigyéből született.

## Élete
1655. március 10-én ment Pozsonyba az országgyűlésre. Ott a Széchi urak mellé állott, akikkel csakhamar Grazba ment, ahol két évig járt iskolába. 1657. június 23-án homonnai Drugeth IV. György (1633–1661) udvarába Szajbersdorfba került. Őt 1661. október 9-én bekövetkezett haláláig szolgálta; ekkor hazament és 1663. január 1-jén gróf Nádasdy Ferenc országbíró szolgálatába állott.

## Munkái
Nádasdy Ferenc gróffal 1665-ben tett itáliai utazásáról írt naplóját Marczali Henrik adta ki a Történelmi Tárban.